# 충남여자중학교
충남여자중학교(忠南女子中學校)는 대한민국 대전광역시 중구 목동에 있는 공립 중학교이다.

## 학교 연혁
- 1969년 10월 14일 : 39학급 설립 인가
- 1970년 2월 4일 : 초대 송진영 교장 취임
- 1970년 3월 7일 : 개교식(10학급)
- 2013년 3월 1일 : 학칙 변경 38학급 인가(특수학급 2학급 포함)
- 2024년 1월 8일 : 제52회 졸업식 (350명) (졸업생 총 28,870명)
- 2024년 3월 1일 : 제21대 신옥화 교장 취임
- 2024년 3월 4일 : 제54회 입학식(336명)

## 참고 자료
- 충남여자중학교 - 한국교육학술정보원 학교알리미